# USS LST-1038
O USS LST-1038 foi um navio de guerra norte-americano da classe LST que operou durante a Segunda Guerra Mundial.